# بين مالونغو
بين مالانغو نغيتا (مواليد 10 نوفمبر 1993، كينشاسا) (بالفرنسية: Ben Malango Ngita)‏ لاعب كرة قدم كونغولي، يشغل مركز مهاجم في المنتخب الكونغولي ونادي قطر القطري.

## مسيرته

### البدايات
ولد بين مالانغو في 10 نوفمبر 1993 في كينشاسا. زاول كرة القدم للمرة الأولى مع نادي جاك تريزور كينشاسا المغمور.
في عام 2013، عندما كان يبلغ من العمر 20 عامًا، غادر مالانغو إلى لوبومباشي للانضمام إلى نادي دون بوسكو الرياضي، حيث لعب له خلال الدوري الكونغولي موسم 2013-2014.

### الانتقال إلى تي بي مازيمبي
بعد تألقه مع الفريق، قام نادي تي بي مازيمبي باستقطابه في نوفمبر 2016.
في 19 نوفمبر 2017، فاز بكأس الكونفيدرالية الأفريقية 2017، بعد الفوز في النهائي على سوبر سبورت يونايتد الجنوب أفريقي. وكان قد سجل هدفا في مباراة ذهاب نصف النهائي ضد الفتح الرباطي المغربي.
لعب أيضا في نهائيين لكأس السوبر الأفريقي (2017 و2018). في عام 2017، خسر فريقه أمام نادي ماميلودي صن داونز الجنوب أفريقي. وفي عام 2018، خسر فريقه مرة أخرى، وهذه المرة مع الوداد الرياضي المغربي.
وصل أيضًا إلى ربع نهائي دوري أبطال أفريقيا 2018، ثم الدور نصف النهائي في عام 2019، وسجل سبعة أهداف فيها.
في نوفمبر 2018، أعلنت الكاف عن قوائم المرشحين للفئات المختلفة من حفل توزيع جوائز الكاف 2018، وقد تم تصنيف مالانغو في فئة أفضل لاعب أفريقي خلال العام مع 33 لاعبًا آخر.
أصيب في مباراة الإياب أمام زيسكو يونايتد في الجولة الأولى من دوري أبطال أفريقيا 2018–19. وكشفت التحليلات الطبية عن كسر في القدم اليمنى، وتم الإعلان عن غياب اللاعب لمدة 13 شهرًا. لكنه عاد للميادين بعد أربعة أشهر فقط في الدور نصف النهائي ضد الترجي التونسي، ليحل محل تريسور مبوتو في الدقيقة 61.

### الانتقال إلى الرجاء الرياضي
في صيف عام 2019، وقع عقدًا لمدة ثلاث سنوات مع نادي الرجاء الرياضي المغربي.
ولعب أول مباراة له ضد نادي هلال القدس الفلسطيني في كأس العرب للأندية الأبطال 2019–20.
في 25 أكتوبر 2019، سجّل مالانغو أول هدف رسمي له مع الرجاء، وذلك ضد نادي رجاء بني ملال في الجولة الأولى من البطولة المغربية 2019-2020.

### مع المنتخب الكونغولي
تلقى مالانغو أول استدعاء له في 11 أغسطس 2017 ضد الكونغو (0-0). وبعد ثمانية أيام، لعب مباراته الثانية ضد نفس الفريق (1-1). وكانت المبارتين ضمن تصفيات بطولة أمم أفريقيا للمحليين 2018.
في 28 مايو 2018، تم استدعاؤه للمرة الثالثة، في مباراة ودية ضد نيجيريا. وسجل في هذه المباراة هدفه الأول (انتهت المباراة بنتيجة: 1-1).

## ألقابه
الرجاء الرياضي
- البطولة الوطنية المغربية
  - البطولة في 2020

 تي بي مازيمبي
- الدوري الوطني الكونغولي
  - البطولة في 2017 و2019.
  - الوصافة في 2018.
- كأس الكونفيدرالية الأفريقية
  - اللقب في 2017.
- كأس السوبر الأفريقي
  - الوصافة في 2017 و2018.

## روابط خارجية
- بين مالونغو على موقع قاعدة بيانات كرة القدم.إي يو (الإنجليزية)
- بين مالونغو على موقع ناشيونال فوتبول تيمز (الإنجليزية)
- بين مالونغو على موقع Soccerway.com (الإنجليزية)
- بين مالونغو على موقع عالم كرة القدم.نت (الإنجليزية)